# Miss South Carolina USA

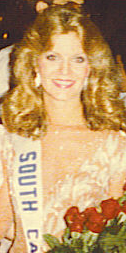
Allison Grisso, Miss South Carolina USA 1983

A competição de Miss South Carolina USA é o concurso de beleza destinado a eleger a representante do Estado da Carolina do Sul para o concurso Miss USA. O evento é produzido pela RPM Productions desde 1980.
Miriam Stevenson, primeira Miss USA da Carolina do Sul e primeira americana a vencer o Miss Universo, foi também a primeira vencedora do Miss USA a competir no Miss América. Ela se tornou a primeira mulher a competir nos três certames. A primeira vencedora da gestão RPM foi Shawn Weatherly, que venceria também o Miss USA e se tornaria depois Miss Universo.
Quatro misses South Carolina USA também tiveram o título de Miss South Carolina Teen USA e competiram no Miss Teen USA. Uma também competiu no Miss América.
Vencedoras do Miss South Carolina USA também competiram em outros dois importantes concursos internacionais de beleza. Gina Tolleson, segunda colocada no Miss USA 1990, levaria a coroa de Miss Mundo nesse mesmo ano e Amanda Pennekamp, Miss South Carolina USA 2004, competiu no Miss Terra 2006, onde acabaria entre as 16 semifinalistas.

## Sumário de resultados
- Vencedoras: Miriam Stevenson (1954), Shawn Weatherly (1980), Lu Parker (1994)
- 2ª(s) colocada(s): Betty Cherry (1956), Vickie Chesser (1970), Gina Tolleson (1990), Amanda Pennekamp (2004)
- 3ª(s) colocada(s): Eva Engle (1969), Allison Grisso (1983), Audra Wallace (1992)
- 4ª(s) colocada(s): Virginia Murray (1976)
- Top 5: Lauren Poppell (1999), Megan Pinckney (2013), Megan Gordon (2017)
- Top 8: Courtney Turner (2011)
- Top 10: Maribeth Curry (1986), April Abel (1988), Lisa Rabon (2000), Anna Hanks (2003), Lacie Lybrand (2006), Stephanie Murray Smith (2009)
- Top 11/12: Kelli Gosnell (1993), Ashley Williams (2002)
- Top 15: Susan Anthony Day (1953), Sara Stone (1955), Jean Spotts (1957), Patricia Ann Moss (1958), Cecelia Yoder (1963), Vicki Harrison (1965), Susan Gordon (1972), Ashley Zais (2007), Jamie Hill (2008), Leah Lawson (2016)

## Vencedoras

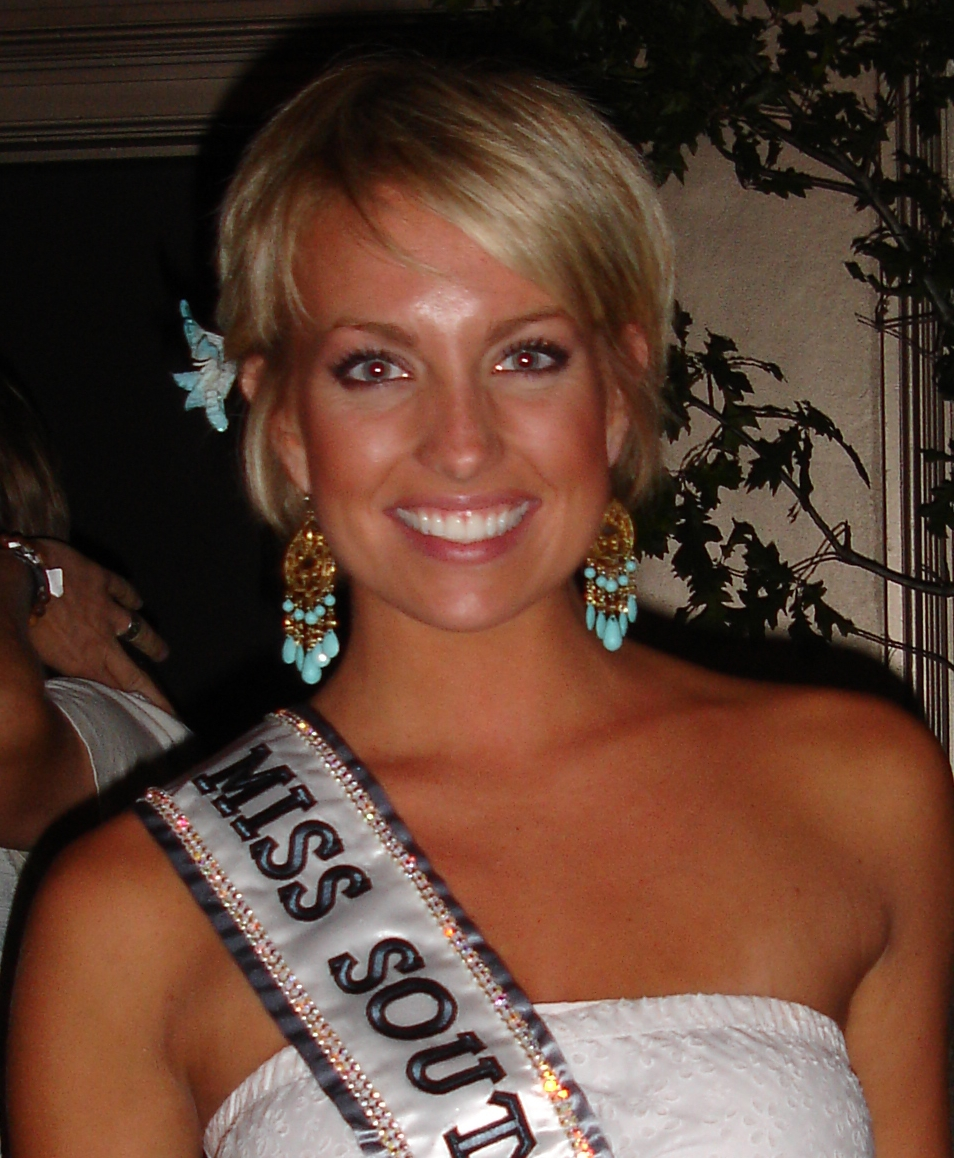
Stephanie Murray Smith, Miss South Carolina USA 2009

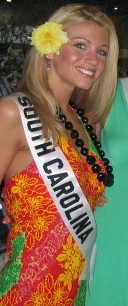
Lacie Lybrand, Miss South Carolina USA 2006

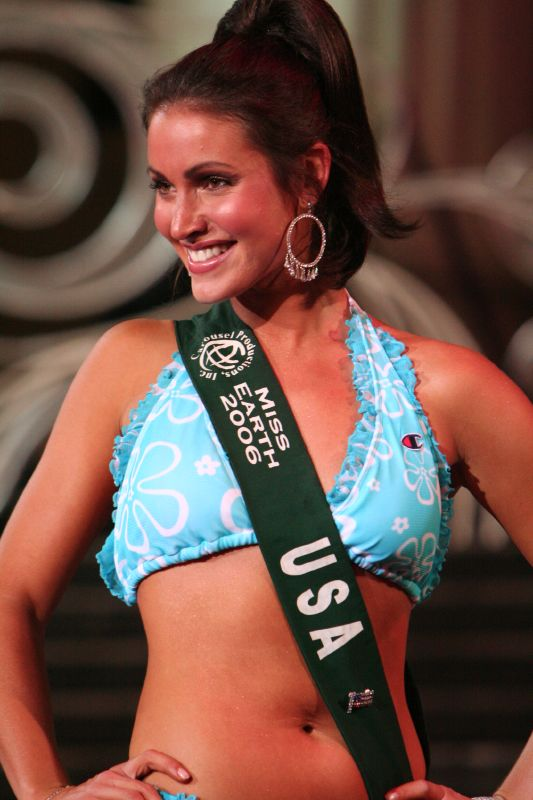
Amanda Pennekamp, Miss South Carolina USA 2004, competindo como Miss Earth USA no segmento de trajes de banho no Miss Terra 2006

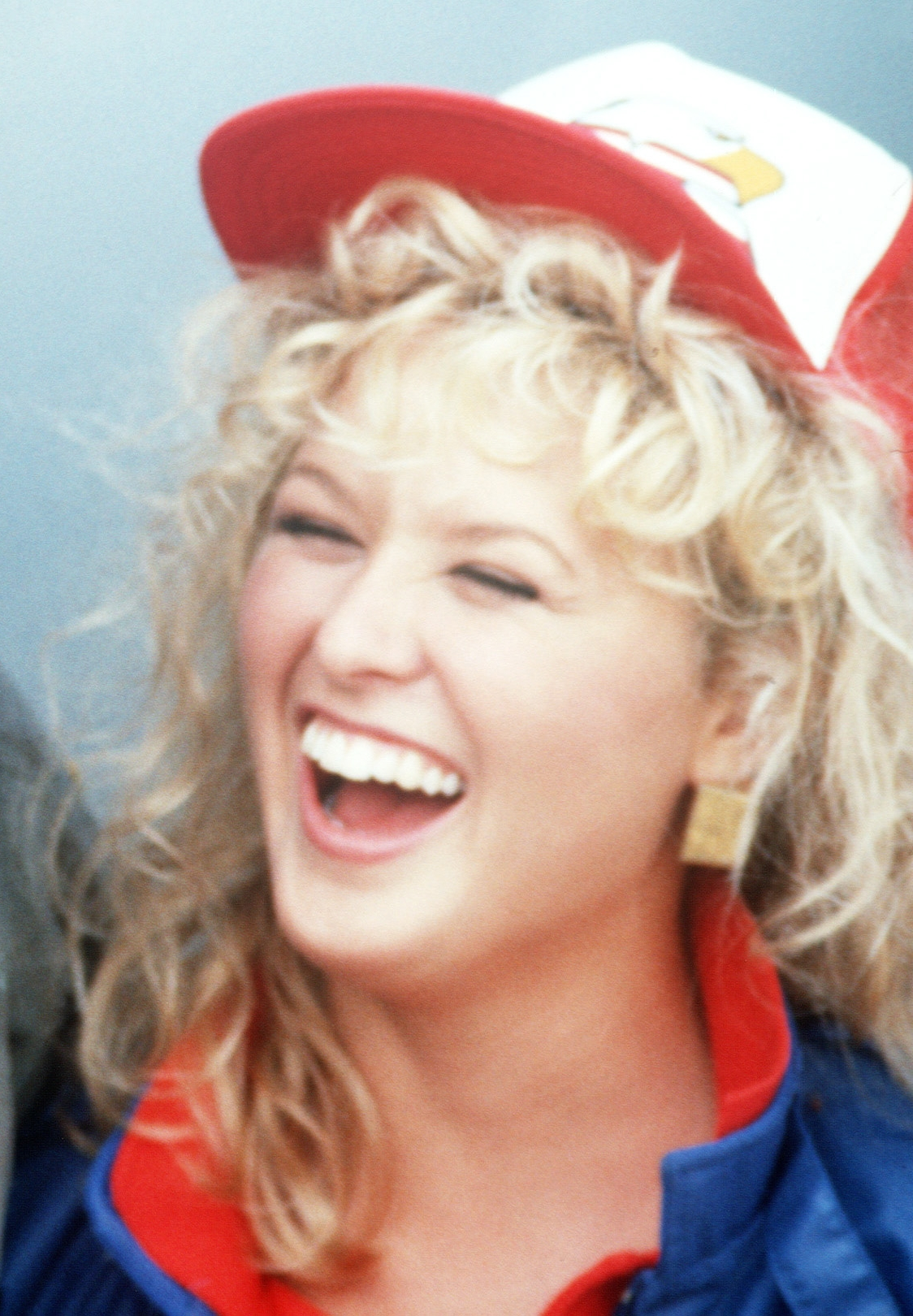
Maribeth Curry, Miss South Carolina USA 1986

| Ano  | Nome                   | Cidade           | Idade1 | Classificação no Miss USA | Premiações especiais no Miss USA | Notas                                                                               |
| ---- | ---------------------- | ---------------- | ------ | ------------------------- | -------------------------------- | ----------------------------------------------------------------------------------- |
| 2020 | Hannah Jane Curry      | Greenville       | 20     |                           |                                  |                                                                                     |
| 2019 | MaKenzie Divina        | Clemson          | 21     |                           |                                  |                                                                                     |
| 2018 | Tori Sizemore          | Anderson         | 22     |                           |                                  | Anteriormente Miss South Carolina Teen USA 2013 e 2ª colocada no Miss Teen USA 2013 |
| 2017 | Megan Gordon           | North Augusta    | 23     | Top 5                     |                                  |                                                                                     |
| 2016 | Leah Lawson            | Laurens          | 21     | Top 15                    |                                  |                                                                                     |
| 2015 | Sarah Weishuhn         | Goose Creek      | 23     |                           |                                  |                                                                                     |
| 2014 | Christina Zapolski     | Charleston       | 22     | Top 10                    |                                  |                                                                                     |
| 2013 | Megan Pinckney         | North Charleston | 22     | 6ª colocada               |                                  | Anteriormente Miss South Carolina Teen USA 2010                                     |
| 2012 | Erika Powell           | Easley           | 26     |                           |                                  | Anteriormente Miss South Carolina America 2005 Top 10 no Miss America 2006.         |
| 2011 | Courtney Turner        | North Augusta    | 20     | Top 8                     |                                  |                                                                                     |
| 2010 | Rachel Law             | Greenville       | 21     |                           |                                  |                                                                                     |
| 2009 | Stephanie Murray Smith | Goose Creek      | 21     | Top 10                    |                                  | Participante do The Amazing Race 17                                                 |
| 2008 | Jamie Hill             | Columbia         | 24     | Top 15                    |                                  | Participante do The Amazing Race 10                                                 |
| 2007 | Ashley Zais            | Newberry         | 20     | Top 15                    |                                  |                                                                                     |
| 2006 | Lacie Lybrand          | Lexington        | 23     | Top 10                    |                                  | Miss United States 2002                                                             |
| 2005 | Sarah Medley           | North Charleston | 18     |                           |                                  | Anteriormente Miss South Carolina Teen USA 2001                                     |
| 2004 | Amanda Pennekamp       | Columbia         | 22     | 2ª colocada               |                                  | Mais tarde Miss Earth USA 2006 e semifinalista no Miss Terra 2006                   |
| 2003 | Anna Hanks             | Belton           | 21     | Top 10                    |                                  | Miss United States 2005                                                             |
| 2002 | Ashley Williams        | Little Mountain  | 20     | Top 10                    |                                  |                                                                                     |
| 2001 | Candace Richards       | Fountain Inn     | 21     |                           |                                  |                                                                                     |
| 2000 | Lisa Rabon             | Myrtle Beach     | 21     | Top 10                    |                                  |                                                                                     |
| 1999 | Lauren Poppell         | Rock Hill        | 23     | Top 5                     | Melhor em traje de banho         | Anteriormente Miss South Carolina Teen USA 1993, Top 12 no Miss Teen USA 1993       |
| 1998 | Sonja Glenn            | Chesnee          | 21     |                           | Miss Fotogenia                   |                                                                                     |
| 1997 | Casey Mizell           | Irmo             | 22     |                           |                                  |                                                                                     |
| 1996 | Lysa Jackson           | Charleston       |        |                           |                                  |                                                                                     |
| 1995 | Danielle Corley        | Lexington        | 18     |                           |                                  |                                                                                     |
| 1994 | Lu Parker              | Charleston       | 26     | Vencedora                 |                                  | Finalista (Top 6) no Miss Universo 1994                                             |
| 1993 | Kelli Gosnell          | Pacolet          | 22     | Semifinalista             |                                  |                                                                                     |
| 1992 | Audra Wallace          | Charleston       | 22     | 3ª colocada               |                                  | 3ª colocada no Miss World USA 1993                                                  |
| 1991 | Traci Rufty            | Columbia         | 21     |                           |                                  |                                                                                     |
| 1990 | Gina Tolleson          | Spartanburg      | 20     | 2ª colocada               |                                  | Depois Miss World USA 1990 e Miss Mundo 1990                                        |
| 1989 | Angela Shuler          | Rock Hill        | 21     |                           |                                  | Anteriormente Miss South Carolina Teen USA 1986                                     |
| 1988 | April Abel             | Johnston         | 20     | Semifinalista             |                                  |                                                                                     |
| 1987 | Elizabeth Woodard      | Aiken            | 21     |                           |                                  | Anteriormente Miss South Carolina Teen USA 1983                                     |
| 1986 | Maribeth Curry         | Greenville       | 20     | Semifinalista             |                                  |                                                                                     |
| 1985 | Ann Margarete Hughes   | Charleston       |        |                           |                                  |                                                                                     |
| 1984 | Ginger Greer           | Lugoff           |        |                           |                                  |                                                                                     |
| 1983 | Allison Grisso         | Columbia         |        | 3ª colocada               |                                  |                                                                                     |
| 1982 | Margo Wood             | Columbia         |        |                           |                                  |                                                                                     |
| 1981 | Zade Turner            | Myrtle Beach     | 21     |                           |                                  |                                                                                     |
| 1980 | Shawn Weatherly        | Sumter           |        | Vencedora                 |                                  | Miss Universo 1980                                                                  |
| 1979 | Janice McDonald        | Myrtle Beach     |        |                           |                                  | Co-fundadora da RPM Productions junto com sua irmã, Paula Miles                     |
| 1978 | Kathryn Threatt        | Pickens          |        |                           |                                  |                                                                                     |
| 1977 | Pam Hoover             | Florence         |        |                           |                                  |                                                                                     |
| 1976 | Virginia Murray        | Chester          |        | 4ª colocada               | Melhor Traje Típico              |                                                                                     |
| 1975 | Robin Morris           | Columbia         |        |                           |                                  |                                                                                     |
| 1974 | Carol Lynn Hollis      |                  |        |                           |                                  |                                                                                     |
| 1973 | Kiki Kirkland          | Columbia         |        |                           | Miss Amizade                     |                                                                                     |
| 1972 | Susan Gordon           |                  |        | Semifinalista             |                                  | Não-finalista no Miss World USA 1970 representando a Carolina do Sul                |
| 1971 | Eunice Campbell        |                  |        |                           |                                  |                                                                                     |
| 1970 | Vicki Chesser          | Mt. Pleasant     | 19     | 2ª colocada               | Melhor Traje Típico              |                                                                                     |
| 1969 | Eva Engle              | Columbia         |        | 3ª colocada               |                                  |                                                                                     |
| 1968 | Kathryn Knoy           |                  |        |                           |                                  |                                                                                     |
| 1967 | Hope Patterson         |                  |        |                           |                                  |                                                                                     |
| 1966 | Joselyn Alarie         |                  |        |                           |                                  |                                                                                     |
| 1965 | Vicki Harrison         |                  |        | Semifinalista             |                                  |                                                                                     |
| 1964 | Judy Kennedy           |                  |        |                           |                                  |                                                                                     |
| 1963 | Cecelia Yoder          |                  |        | Semifinalista             |                                  | Representou a Carolina do Sul no Miss World USA 1963 sem se classificar.            |
| 1962 | Judy Clyburn           |                  |        |                           |                                  |                                                                                     |
| 1961 | Yvonne Quick           |                  |        |                           |                                  |                                                                                     |
| 1960 | Margaret Thompson      |                  |        |                           |                                  |                                                                                     |
| 1959 | Mary Powell            |                  |        |                           |                                  |                                                                                     |
| 1958 | Patricia Ann Moss      |                  |        | Semifinalista             |                                  |                                                                                     |
| 1957 | Jean Spotts            |                  |        | Semifinalista             |                                  |                                                                                     |
| 1956 | Betty Cherry           |                  |        | 2ª colocada               |                                  | Mais tarde Miss World United States 1956, 2ª colocada no Miss Mundo 1956.           |
| 1955 | Sara Stone             |                  |        | Semifinalista             |                                  |                                                                                     |
| 1954 | Miriam Stevenson       | Winnsboro        |        | Vencedora                 |                                  | Miss Universo 1954 Anteriormente Miss South Carolina 1953                           |
| 1953 | Susan Anthony Day      |                  |        | Semifinalista             |                                  |                                                                                     |
| 1952 | Margie Allen           |                  |        |                           |                                  |                                                                                     |

1 Idade á época do concurso Miss USA